# فيكتور فارغاس
فيكتور فارغاس (بالإسبانية: Víctor Vargas) هو شخصية أعمال ومحامي فنزويلي، ولد في 28 مارس 1952.